# Max Urlichs
Max Urlichs (* 1936) ist ein deutscher Paläontologe und Geologe.
Urlichs studierte Geologie und Paläontologie an der Ludwig-Maximilians-Universität München, an der er 1966 promoviert wurde (Zur Fossilführung und Genese des Feuerlettens, der Rät-Lias-Grenzschichten und des unteren Lias bei Nürnberg). Er war danach an der TU Berlin und ab 1969 am Naturkundemuseum Stuttgart. Er war dort zuständig für Wirbellosenfossilien aus Paläozoikum und Trias, Mikropaläontologie und Paläobotanik, wurde 1987 Hauptkonservator und 2001 Leiter der Abteilung Geologie-Mineralogie-Paläontologie. Er trägt den Titel Professor.
Er befasst sich besonders mit Wirbellosen (Cephalopoden, Ostracoden) aus dem Muschelkalk der Germanischen Trias und der oberen Trias der Dolomiten (sowie dem Jura), mit Biostratigraphie der Germanischen Trias und deren Korrelation mit der alpinen Trias.
Er ist Mitglied der deutschen Subkommission für Trias- und Jura-Stratigraphie.

## Schriften
- Zur Fossilführung und Genese des Feuerlettens, der Rät-Lias-Grenzschichten und des unteren Lias bei Nürnberg (= Erlanger Geologische Abhandlungen. 64, ISSN 0071-1160). Universität Erlangen – Geologisches Institut, Erlangen 1966, (Zugleich: München, Universität, Dissertation, vom 21. Dezember 1966).
- mit Rudolf Mundlos: Revision der Ceratiten aus der atavus-Zone (Oberer Muschelkalk, Oberanis) von SW-Deutschland (= Stuttgarter Beiträge zur Naturkunde. Serie B: Geologie und Paläontologie. Nummer 48). Staatliches Museum für Naturkunde, Stuttgart 1980, (Digitalisat).
- Zur Stratigraphie und Fossilführung des Lettenkeupers (Ob. Trias) bei Schwäbisch Hall (Baden-Württemberg). In: Jahresberichte und Mitteilungen des Oberrheinischen Geologischen Vereins. Neue Folge, Band 64, 1982, S. 213–224, doi:10.1127/jmogv/64/1982/213.
- mit Rudolf Mundlos: Revision von Germanonautilus aus dem germanischen Muschelkalk (Oberanis-Ladin) (= Stuttgarter Beiträge zur Naturkunde. Serie B: Geologie und Paläontologie. Nummer 99). Staatliches Museum für Naturkunde, Stuttgart 1984, (Digitalisat).
- mit Rudolf Mundlos: Immigration of cephalopods into the Germanic Muschelkalk Basin and its influence on their suture line. In: Ulf Bayer, Adolf Seilacher (Hrsg.): Sedimentary and evolutionary cycles (= Lecture Notes in Earth Sciences. 1). Springer, Berlin u. a. 1985, ISBN 3-540-13982-6, S. 221–236, doi:10.1007/BFb0009844.
- mit Bernhard Ziegler, Rupert Wild: Fossilien aus Holzmaden (= Stuttgarter Beiträge zur Naturkunde. Serie C: Wissen für alle. Nummer 11, ISSN 0341-0161). Staatliches Museum für Naturkunde u. a., Stuttgart 1986.
- mit Rudolf Mundlos: Revision der Gattung Ceratites de Haan 1825 (Ammonoidea, Mittel-Trias). I. (= Stuttgarter Beiträge zur Naturkunde. Serie B: Geologie und Paläontologie. Nummer 128). Staatliches Museum für Naturkunde, Stuttgart 1987, (Digitalisat).
- mit Rudolf Mundlos: Zur Entstehung von Ceratiten-Pflastern im Germanischen Oberen Muschelkalk (Mitteltrias) Südwestdeutschlands. In: Carolinea. Beiträge zur naturkundlichen Forschung in Südwestdeutschland. Band 45, 1987, S. 12–30 (zobodat.at [PDF]).
- mit Rudolf Mundlos: Zur Ceratiten-Stratigraphie im oberen Muschelkalk (Mitteltrias) in Württemberg. In: Jahreshefte der Gesellschaft für Naturkunde in Württemberg. Band 145, 1990, 59–74.
- mit Bernhard Ziegler, Rupert Wild: Der Posidonien-Schiefer und seine Fossilien (= Stuttgarter Beiträge zur Naturkunde. Serie C: Wissen für alle. Nummer 36). Staatliches Museum für Naturkunde u. a., Stuttgart 1994.
- Die Zwergfauna aus der Obertrias von St. Kassian (Ammoniten). In: Werner K. Weidert (Hrsg.): Klassische Fundstellen der Paläontologie. Band 4: 22 Fundgebiete und Aufschlüsse in Dänemark, Deutschland, Frankreich, Österreich, Schweden, Schweiz und Tschechien. Goldschneck, Korb 2001, ISBN 3-926129-32-8, S. 76–86.
- mit Bernhard Ziegler: Farbatlas Fossilien. Eugen Ulmer, Stuttgart (Hohenheim) 2003, ISBN 3-8001-3578-7.
- Dimorphismus bei Ceratites aus dem Germanischen Oberen Muschelkalk (Ammonoidea, Mitteltrias) mit Revision einiger Arten (= Stuttgarter Beiträge zur Naturkunde. Serie B: Geologie und Paläontologie. Nummer 363). Staatliches Museum für Naturkunde, Stuttgart 2006, (Digitalisat).